# Enric Peré i Solanilla
Enric Peré i Solanilla, sovint simplement Enric Solanilla (Olot, 1963) és un pintor català. Enric Solanilla viu i treballa a la ciutat d'artistes d'Olot.

## Vida i treball
Enric Solanilla va rebre la seva primera formació artística del pintor olotinià Lluís Carbonell. Va continuar la seva formació a l'Acadèmia d'Art d'Olot. Un altre important assessor artístic i promotor d'Enric Solanilla va ser el seu germà gran, que també treballa com a pintor.
Influït pels temes del seu germà, Solanilla va començar a representar artísticament paisatges urbans d'Eivissa, Míkonos, Santorí i Cadaqués. Va jugar especialment amb llums i ombres. Primer va crear pintures a l'oli. El fet que aquestes obres tardessin a assecar-se el va fer passar a la tècnica de les pintures acríliques com a pintor. Amb pintures acríliques va adquirir noves possibilitats artístiques. Les seves natures mortes van ser comparades per la premsa amb les de Giorgio Morandi en exposicions a la zona de Stuttgart, als anys noranta (juntament amb Tavi Algueró, Àngel Rigall, Toni Tort i Adrià Creus del grup „El cingle quatre“). Després d'un viatge a la ciutat de Nova York, va continuar els estudis d'objectes a l'espai, que havia començat amb les natures mortes, de manera similar amb l'horitzó d'aquesta mega-ciutat, de vegades mitjançant una tècnica de collage. De manera similar, realitza estudis espacials en natures mortes sobre el tema dels boscos.